# IC 1898
IC 1898 је спирална галаксија у сазвјежђу Еридан која се налази на листи објеката дубоког неба у Индекс каталогу.
Деклинација објекта је - 22° 24' 14" а ректасцензија 3h 10m 20,4s. Привидна величина (магнитуда) објекта IC 1898 износи 12,9 а фотографска магнитуда 13,6. Налази се на удаљености од 19,693 милиона парсека од Сунца. IC 1898 је још познат и под ознакама ESO 481-2, MCG -4-8-36, UGCA 56, IRAS 03081-2235, PGC 11851.